# Quatuor Belcea
Le Quatuor Belcea est un quatuor à cordes fondé à Londres en 1994 qui se consacre plus particulièrement à la musique du XXe siècle, Bartók, Janáček et la Seconde école de Vienne, et assure la création d'oeuvres contemporaines signées Philippe Fénelon, Mark-Anthony Turnage, Thomas Larcher, Krzysztof Penderecki, José María Sánchez-Verdú ou Joseph Phibbs.

## Membres
Il est composé de Corina Belcea (premier violon), Suyeon Kang (second violon), Krzysztof Chorzelski (alto) et Antoine Lederlin (violoncelle).

## Activité musicale
Il est une des formations les plus actives au monde, donnant près d'une centaine de concerts par an. Ils enregistrent pour le label Alpha.

## Distinctions
- 1997 : Vainqueur du Young Concerts Artists Trust
- 1999 : Premier prix aux concours d'Osaka et de Bordeaux
- 2010 : Grand Prix Antoine Livio de la Presse musicale internationale
- 2016 : Diapason d'or de l'année, pour les quatuors de Brahms
- 2019 : Diapason d'or, pour les quatuors de Janáček et Ligeti